# Leavin' Town
Leavin' Town es el tercer álbum de estudio del cantante Waylon Jennings. Fue lanzado en 1966 y es el segundo que sacó con la colaboración del productor Chet Atkins en el sello disquero RCA Victor.

## Canciones
1. Leavin' Town – 2:09
(Bobby Bare)
2. Time to Bum Again – 2:04
(Harlan Howard)
3. If You Really Want Me to, I'll Go – 2:03
(Delbert McClinton)
4. Baby, Don't Be Looking in My Mind – 2:55
(Harlan Howard)
5. But That's Alright – 2:07
(Autry Inman)
6. Time Will Tell the Story – 2:06
(Jennings)
7. You're Gonna Wonder About Me – 2:28
(Mel Tillis)
8. (That's What You Get) For Lovin' Me – 2:30
(Gordon Lightfoot)
9. Anita, You're Dreaming – 2:29
(Don Bowman y Jennings)
10. Doesn't Anybody Know My Name – 2:59
(Rod McKuen)
11. Falling for You – 2:39
(Ralph Mooney)
12. I Wonder Just Where I Went Wrong – 2:25
(Bowman y Jennings)